# 波音8型
波音8型，又名BB-L6，是波音公司专门为他们的试飞员赫伯-蒙特设计的美国双翼飞机。

## 开发和设计
波音8型的设计灵感来自于安萨尔多A.1 Balilla。机身由桃花心木胶合板覆盖，有一个双人前座舱和飞行员后座舱，这种座位配置将成为所有后续三座机的标准。机翼结构和动力装置与波音7型相似。
波音8型于1920年首次飞行，是第一架飞越雷尼尔山的飞机。该飞机于1923年在华盛顿州肯特的一个机库火灾中被毁。

## 规格 (BB-L6)
参考资料：Bowers, 1989. pg. 54.
基本信息
- 机组：1人
- 容量：3人
- 翼展：44英尺9英寸（13.64）
- 高度：10英尺10英寸（3.30）
- 机翼面积：465平方英尺（43.2平方）
- 空重：1,652英磅（749）
- 总重：2,632英磅（1,194）
- 发动机：1台Hall-Scott L-6，200匹馬力（150千瓦特）

性能
- 最大速度：100英里每小時（161每小時；87節）
- 巡航速度：90英里每小時（145每小時；78節）
- 航程：450英里（391海里；724）
- 升限：15,000英尺（4,600）

## 文献
1. 1 2  Bowers, 1989. pg. 54.

- Bowers, Peter M. Boeing aircraft since 1916. London: Putnam Aeronautical Books, 1989. ISBN 0-85177-804-6.